# Diễn Trung
Diễn Trung là một xã thuộc huyện Diễn Châu, tỉnh Nghệ An, Việt Nam.
Xã có diện tích 12,92 km², dân số năm 1999 là 9.468 người, mật độ dân số đạt 733 người/km².

## Địa Lý
Địa lý Xã Diễn Trung :
Phía Bắc Giáp: Diễn Thịnh
Phía Tây Giáp: Diễn An
Phía Đông Giáp : Biển Đông
Phía Nam Giáp: Nghi Liên

## Hành chính
Diễn Trung được phân chia thành 4 tên gọi theo khu vực địa phương Trung Kiên - Trung Như - Trung Phú - Trung Phong Vào Năm 2019 xã đã sát nhập 18 xóm xuống còn 9 xóm theo Nghị quyết 08/2019/NQ-HĐND Tỉnh Nghệ An

## Giao Dục
Xã Diễn Trung Có 3 Trường Học.
- Trường Mầm Non Diễn Trung.
- Trường Tiểu Học Diễn Trung.
- Trường Trung Học Diễn Trung.

Giáo Xứ
- Xã Diễn Trung Có "Giáo Xứ Thiên Tước".

## Du Lịch
Xã Diễn Trung Có "Khu Du lịch Biển Cửa Hiền Nghệ An", Du lịch biển Cửa Hiền có lẽ vẫn còn khá mới vẻ với nhiều người, ngay cả những người dân Nghệ An. Biển Cửa Hiền như một người "thiếu nữ ngủ quên", vẫn vẹn nguyên vẻ đẹp hoang sơ và đang chờ được "đánh thức" bởi chính những du khách yêu thích khoảnh khắc yên bình. Dưới đây là kinh nghiệm du lịch biển Cửa Hiền Nghệ An, đọc ngay để chuẩn bị tốt nhất cho chuyến du lịch sắp tới của bạn nhé!
Lịch sử
Cửa Hiền Diễn Trung Còn Gắn với Truyền  thuyết Trọng Thủy và Mỵ Châu Theo Lịch sử Triệu Đà và con trai Trọng Thủy đem quân sang đánh Vua thục phán an dương vương an dương vương trúng kế của con rể  trọng thủy nên mất nước,quân triệu  Đà truy lùng bắt vua Thục phán và công chúa Mỵ Châu nên nhà vua cùng con gái chạy tới biển cửa hiền diễn trung thì hết đường nhà vua bèn than trời rồi vua cho gọi rùa thần kim Quy hiện đy từ biển diễn Trung vào Nhà vua hỏi giặc ở đâu tới thần kim quy trả lời vua Thục phán rằng con gái ngài rải lông ngỗng chỉ đường cho quân giặc nhà vua bèn rút kiếm chém đầu Công Chúa Mỵ Châu Tại Của Hiền Diễn Trung Diễn Châu Nhà Vua Thục Phán Tuẫn tiết tại Cửa Hiền Diễn Trung Ngày Nay, khu vực Của Hiền Diễn Trung gắn liền với lịch sử dân tộc việt nam, bài học đắt giá về chống giặc ngoại xâm lược.

## Giao Thông
Xã Diễn Trung Có Đường Quốc Gia Ven Biển đy qua địa Bàn Xã 16 km, Chạy qua địa Bàn Xã Diễn Trung.
Xã Diễn Trung Đường Quốc phòng đy qua địa bàn xã, Xã Diễn Trung Còn có đường quốc lộ 1a kết nối biển cửa hiền diễn trung.

## Núi Diễn Trung
Núi Diễn Trung hay Còn Gọi núi mộ dạ là một phần của xã diễn trung, Núi Diễn Trung khu rừng phòng hộ,rừng diễn trung còn khai thác keo thông lâm sản,lấy gỗ lấy củi của nhân dân diễn trung, đem về hàng tỷ đồng mỗi năm cho xã diễn trung.

## Kinh Tế
- Xã Diễn Trung Nằm Trong Dự Án Khu kinh tế Đông Nam Dự Của Tỉnh Nghệ An, dự án lớn của tỉnh Nghệ An.
- Dự Án Khu Sân Thể thao Sân Bóng Te nít, sân gôn diễn trung được tập đoàn mường thanh làm chủ đầu tư triển khai quy mô hàng nghìn tỷ đồng đang được đầu tư tại diễn trung.

## Truyền thống
- Tại diễn trung dòng họ Nguyễn Đình Có xây dựng đền thờ Thái Thượng trụ quốc sài quận công Nguyễn Kế Sài một dòng họ truyền thống yêu nước trung quân ái quốc khai khẩn đất hoang vu sinh sống ở diễn trung lâu đời một dòng họ Văn hóa quốc gia, sinh sống đánh bắt cá bãi biển diễn Trung Ngày Nay.

## Danh Nhân
- Chưa được cập nhật.